# Diplosentidae
Diplosentidae is een familie in de taxonomische indeling van de haakwormen, ongewervelde en parasitaire wormen die meestal 1 tot 2 cm lang worden. Diplosentidae werd in 1932 beschreven door Anton Meyer.